# Berliner Fußballmeisterschaft 1930/31
Die Berliner Fußballmeisterschaft 1930/31 war die zwanzigste unter dem Verband Brandenburgischer Ballspielvereine (VBB) ausgetragene Berliner Fußballmeisterschaft. Da der Bezirk Pommern vom Baltischen Sport-Verband zum Verband Brandenburgischer Ballspielvereine wechselte, waren einige Anpassungen an der Berliner Fußballmeisterschaft nötig. Am Ende konnte Hertha BSC zum zehnten Mal die Berliner Fußballmeisterschaft gewinnen. Mit diesem Sieg qualifizierte sich der Verein für die deutsche Fußballmeisterschaft 1930/31, bei der die Herthaner nach Siegen über den VfB 03 Bielefeld, der SpVgg Fürth und den Hamburger SV zum sechsten Mal hintereinander das Finale erreichten. Dank eines 3:2-Erfolges im Finale gegen den SV 1860 München konnte Hertha BSC erfolgreich den Titel verteidigen und wurde zum zweiten Mal Deutscher Fußballmeister.
Der Berliner Tennis-Club Borussia war als Berliner Vizemeister, wie in den Vorjahren, ebenfalls für die deutsche Fußballmeisterschaft qualifiziert. Nach einem 6:1-Sieg gegen den VfB Liegnitz erreichten die Borussen das Viertelfinale, bei dem sie nach einer 0:1-Niederlage gegen 1860 München ausschieden.

## Modus
Durch das Hinzukommen des Bezirkes Pommern gab es einige Änderungen im Spielmodus. Der Bezirk Berlin-Brandenburg wurde wie gewohnt zuerst in zwei Gruppen mit je 10 Teilnehmern im Rundenturnier mit Hin- und Rückspiel ausgetragen. Die beiden Gruppensieger qualifizierten sich für das Endrundenturnier. Der Bezirk Pommern spielte zuerst in drei Ligen die Teilnehmer an der pommerschen Endrunde aus. Deren Sieger war dann ebenfalls für die Endrunde des VBB qualifiziert. Als vierter Teilnehmer qualifizierte sich der Berliner Pokalsieger von 1930.
| Bezirk             | für VBB-Endrunde qualifiziert                                 | Bezirkseinteilung                            |
| ------------------ | ------------------------------------------------------------- | -------------------------------------------- |
| Berlin-Brandenburg | Hertha BSC, Berliner Tennis-Club Borussia, Berliner SV 1892 A | Gruppe A, Gruppe B                           |
| Pommern            | Polizei SV Stettin                                            | Stettin/Stargard, Gollnow/Pyritz, Vorpommern |

## Bezirk Berlin-Brandenburg

### Gruppe A
| Pl. | Verein                   | Sp. | S  | U | N  | Tore    | Quote | Punkte |
| --- | ------------------------ | --- | -- | - | -- | ------- | ----- | ------ |
| 1.  | Hertha BSC (M)           | 18  | 12 | 3 | 3  | 089:310 | 2,87  | 27:90  |
| 2.  | BTuFC Viktoria 1889      | 18  | 12 | 3 | 3  | 056:370 | 1,51  | 27:90  |
| 3.  | SC Wacker Tegel          | 18  | 10 | 4 | 4  | 041:260 | 1,58  | 24:12  |
| 4.  | VfB Pankow (N)           | 18  | 8  | 5 | 5  | 050:390 | 1,28  | 21:15  |
| 5.  | SC Union Oberschöneweide | 18  | 7  | 5 | 6  | 038:360 | 1,06  | 19:17  |
| 6.  | BFC Preußen              | 18  | 7  | 4 | 7  | 044:520 | 0,85  | 18:18  |
| 7.  | Polizei SV Berlin        | 18  | 6  | 3 | 9  | 036:550 | 0,65  | 15:21  |
| 8.  | SV Norden-Nordwest       | 18  | 6  | 2 | 10 | 042:480 | 0,88  | 14:22  |
| 9.  | SC Tasmania Neukölln (N) | 18  | 3  | 4 | 11 | 030:610 | 0,49  | 10:26  |
| 10. | BFC Kickers 1900         | 18  | 1  | 3 | 14 | 021:620 | 0,34  | 05:31  |

| (M) | Titelverteidiger |
| (N) | Aufsteiger       |

#### Entscheidungsspiele Platz 1
Da der Erst- und Zweitplatzierte punktgleich waren, gab es zwei Entscheidungsspiele. Das Hinspiel wurde am 22. März 1931, das Rückspiel am 29. März 1931 ausgetragen.
|                      | Gesamt |                               | Hinspiel | Rückspiel |
| -------------------- | ------ | ----------------------------- | -------- | --------- |
| Hertha BSC (Platz 1) | 5:3    | BTuFC Viktoria 1889 (Platz 2) | 3:2      | 2:1       |

### Gruppe B
| Pl. | Verein                        | Sp. | S  | U | N  | Tore    | Quote | Punkte |
| --- | ----------------------------- | --- | -- | - | -- | ------- | ----- | ------ |
| 1.  | Berliner Tennis-Club Borussia | 18  | 16 | 0 | 2  | 066:200 | 3,30  | 32:40  |
| 2.  | Minerva 93 Berlin             | 18  | 13 | 2 | 3  | 066:280 | 2,36  | 28:80  |
| 3.  | Berliner SV 1892              | 18  | 10 | 3 | 5  | 054:280 | 1,93  | 23:13  |
| 4.  | Spandauer SV                  | 18  | 9  | 2 | 7  | 056:380 | 1,47  | 20:16  |
| 5.  | Blau-Weiß 90 Berlin (N)       | 18  | 8  | 4 | 6  | 050:540 | 0,93  | 20:16  |
| 6.  | Potsdamer Sport-Union         | 18  | 8  | 1 | 9  | 049:590 | 0,83  | 17:19  |
| 7.  | BFC Meteor 06 (N)             | 18  | 5  | 6 | 7  | 046:560 | 0,82  | 16:20  |
| 8.  | Neuköllner FC Südstern        | 18  | 5  | 2 | 11 | 031:410 | 0,76  | 12:24  |
| 9.  | Weißenseer FC                 | 18  | 3  | 0 | 15 | 028:670 | 0,42  | 06:30  |
| 10. | RFC Halley-Concordia          | 18  | 2  | 2 | 14 | 029:840 | 0,35  | 06:30  |

| (N) | Aufsteiger |

## Bezirk Pommern

### Bezirksliga Stettin/Stargard
| Platz | Verein                 | Spiele        | Tore          | Quot.         | Punkte        |
| ----- | ---------------------- | ------------- | ------------- | ------------- | ------------- |
| 1.    | Polizei SV Stettin     | 12            | 24:11         | 2,18          | 19:50         |
| 2.    | Stettiner SC           | 13            | 18:14         | 1,29          | 19:70         |
| 3.    | SC Viktoria Stargard   | 12            | 12:13         | 0,92          | 14:10         |
| 4.    | VfB Stettin            | 12            | 19:80         | 2,38          | 13:11         |
| 5.    | Stettiner Rasenfreunde | 12            | 14:90         | 1,56          | 13:11         |
| 6.    | SC Preußen Stettin     | 13            | 13:17         | 0,76          | 12:14         |
| 7.    | Züllchower SC          | 12            | 08:10         | 0,80          | 08:16         |
| 8.    | SC Comet Stettin       | 12            | 07:25         | 0,28          | 06:18         |
| 9.    | FC Blücher Stettin     | 11            | 04:12         | 0,33          | 04:18         |
| 10.   | Stettiner FC Titania   | zurückgezogen | zurückgezogen | zurückgezogen | zurückgezogen |

### Bezirksliga Gollnow/Pyritz
| Platz | Verein                   |
| ----- | ------------------------ |
| 1.    | SV Mackensen Greifenberg |
| 2.    | Naugarder SC             |
| 3.    | SC Blücher Gollnow       |
| 4.    | SC Preußen Gollnow       |
| 5.    | PSV Treptow              |

### Bezirksliga Vorpommern
| Platz | Verein                  |
| ----- | ----------------------- |
| 1.    | SV Viktoria Stralsund   |
| 2.    | Stralsunder SV 07       |
| 3.    | SC Concordia Stralsund  |
| 4.    | RTSV Germania Stralsund |
| 5.    | Greifswalder SC         |
| 6.    | SV Preußen Greifswald   |
| 7.    | Swinemünder SC          |
| 8.    | SC Sassnitz             |
| 9.    | VfB Binz                |

### Pommersche Fußballendrunde

#### Ausscheidungsrunde
|                           | Ergebnis |                          |
| ------------------------- | -------- | ------------------------ |
| Stettiner SC              | 4:1      | SV Mackensen Greifenberg |
| SC Stettiner Rasenfreunde | 3:2      | SV Viktoria Stralsund    |

#### Finalrunde
| Pl. | Verein                    | Sp. | S | U | N | Tore    | Quote | Punkte |
| --- | ------------------------- | --- | - | - | - | ------- | ----- | ------ |
| 1.  | Stettiner SC              | 3   | 2 | 1 | 0 | 006:200 | 3,00  | 05:10  |
| 2.  | Polizei SV Stettin        | 3   | 2 | 1 | 0 | 010:700 | 1,43  | 05:10  |
| 3.  | VfB Stettin               | 3   | 1 | 0 | 2 | 010:700 | 1,43  | 02:40  |
| 4.  | SC Stettiner Rasenfreunde | 3   | 0 | 0 | 3 | 003:130 | 0,23  | 0:60   |

##### Entscheidungsspiel Platz 1
|              | Ergebnis |                    |
| ------------ | -------- | ------------------ |
| Stettiner SC | 2:5      | Polizei SV Stettin |

## Finalrunde des VBB
| Pl. | Verein                                                                    | Sp. | S | U | N | Tore    | Quote | Punkte |
| --- | ------------------------------------------------------------------------- | --- | - | - | - | ------- | ----- | ------ |
| 1.  | Hertha BSC (Gruppensieger Gruppe A Berlin-Brandenburg)                    | 6   | 5 | 1 | 0 | 024:600 | 4,00  | 11:10  |
| 2.  | Berliner Tennis-Club Borussia (Gruppensieger Gruppe B Berlin-Brandenburg) | 6   | 4 | 1 | 1 | 016:150 | 1,07  | 09:30  |
| 3.  | Berliner SV 1892 (Berliner Pokalsieger 1930)                              | 6   | 1 | 1 | 4 | 013:130 | 1,00  | 03:90  |
| 4.  | Polizei SV Stettin (Pommerscher Fußballmeister)                           | 6   | 0 | 1 | 5 | 007:260 | 0,27  | 01:11  |